# Los Naranjos 4.ª Sección
Los Naranjos 4.ª Sección es una localidad del municipio de Huimanguillo ubicado en la subregión de la Chontalpa del estado mexicano de Tabasco.

## Geografía
La localidad de Los Naranjos 4.ª Sección se sitúa en las coordenadas geográficas 17°54′04″N 93°22′03″O / 17.901111, -93.367500, a una elevación de 24 metros sobre el nivel del mar.

## Demografía
Según el Conteo de Población y Vivienda 2020, efectuado por el Instituto Nacional de Estadística y Geografía, la localidad de Los Naranjos 4.ª Sección tiene 246 habitantes, de los cuales 125 son del sexo masculino y 121 del sexo femenino. Su tasa de fecundidad es de 2.61 hijos por mujer y tiene 67 viviendas particulares habitadas.
| Gráfica de evolución demográfica de Los Naranjos 4.ª Sección entre 2000 y 2020 |
|                                                                                |
| INEGI.                                                                         |